# Épouville
Épouville là một xã thuộc tỉnh Seine-Maritime trong vùng Normandie miền bắc nước Pháp.

## Huy hiệu
| Arms of Épouville | The arms of Épouville are blazoned: Or, on a chevron gules between 2 mullets of 6 pierced azure and a millwheel argent, a fleur de lys Or, and on a chief azure a lizard argent. |

## Dân số
| Năm | 1962 | 1968 | 1975 | 1982 | 1990 | 1999 | 2006 |
| --- | ---- | ---- | ---- | ---- | ---- | ---- | ---- |
| Dân số | 1031 | 1112 | 1092 | 2644 | 2921 | 2960 | 2894 |
| From the year 1962 on: No double counting—residents of multiple communes (e.g. students and military personnel) are counted only once. |      |      |      |      |      |      |      |